# Манджамби, Иньяс
Иньяс Манджамби (фр. Ignace Mandjambi; род. 8 октября 1940, Лисала) — конголезский шоссейный велогонщик. Участник летних Олимпийских игр 1968 года.

## Карьера
В 1968 году был включён в состав сборной ДР Конго на летних Олимпийских играх в Мехико. На них выступил в групповой шоссейной гонке протяжённостью 196,2 км, но не смог её завершить, как и ещё 79 из 144 участников.